# 原口兼正
原口 兼正（はらぐち かねまさ、1950年8月7日 - ）は、日本の経営者。
セコム社長を務めた。

## 経歴
東京都出身。1974年に武蔵工業大学工学部を卒業し、同年にセコムに入社。。1990年6月に取締役に就任し、1995年6月に常務、1997年6月に専務、2002年6月に副社長を経て、2005年4月に社長に就任。2010年1月に会長に就任。

## テレビ出演
- 日経スペシャル カンブリア宮殿 「安心・安全・快適」でビジネスに勝つ！（2009年11月9日、テレビ東京）[3]